# Comtat d'Augst
El comtat d'Augst o Augstgau era una jurísdicció feudal d'Alemanya al sud del Rin més amunt de Basilea, esmentat el 752 com "in fini Augustinense" i el 897 com "in pago Ougesgouue". El 870 s'esmenta Augstgau com Basalchowa (Baselgau) i es diu el 891 que estava situat "in superiore Argowe" (a l'Aargau o Argòvia superior). Hi havia una altra regió d'Augstgau a Baviera a la vall del Lech esmentada als segles VIII i IX.
Del 891 al 894 s'esmenta un comte anomenat Cadaló o Khadaloh, que és l'únic comte conegut i que manava l'exèrcit d'Arnulf de Caríntia en la guerra contra el rei Rodolf I de Borgonya. S'esmenta per darrer cop el 1041 quan l'emperador Enric III va donar el comtat (que incloïa zones del Sisgau) al bisbe Teodoric de Basilea.